# JR Freight classe EH500
La classe EH500 (EH500形, EH500-gata) est un type de locomotive électrique bicourant exploitée par la compagnie JR Freight pour le transport de marchandises au Japon.

## Description
Les locomotives de la classe EH500 sont construites par Toshiba. 82 exemplaires ont été produits.
Les locomotives sont constituées de 2 caisses articulées avec chacune 2 bogies de 2 essieux. Leur disposition des essieux complète est Bo'Bo'+Bo'Bo'.

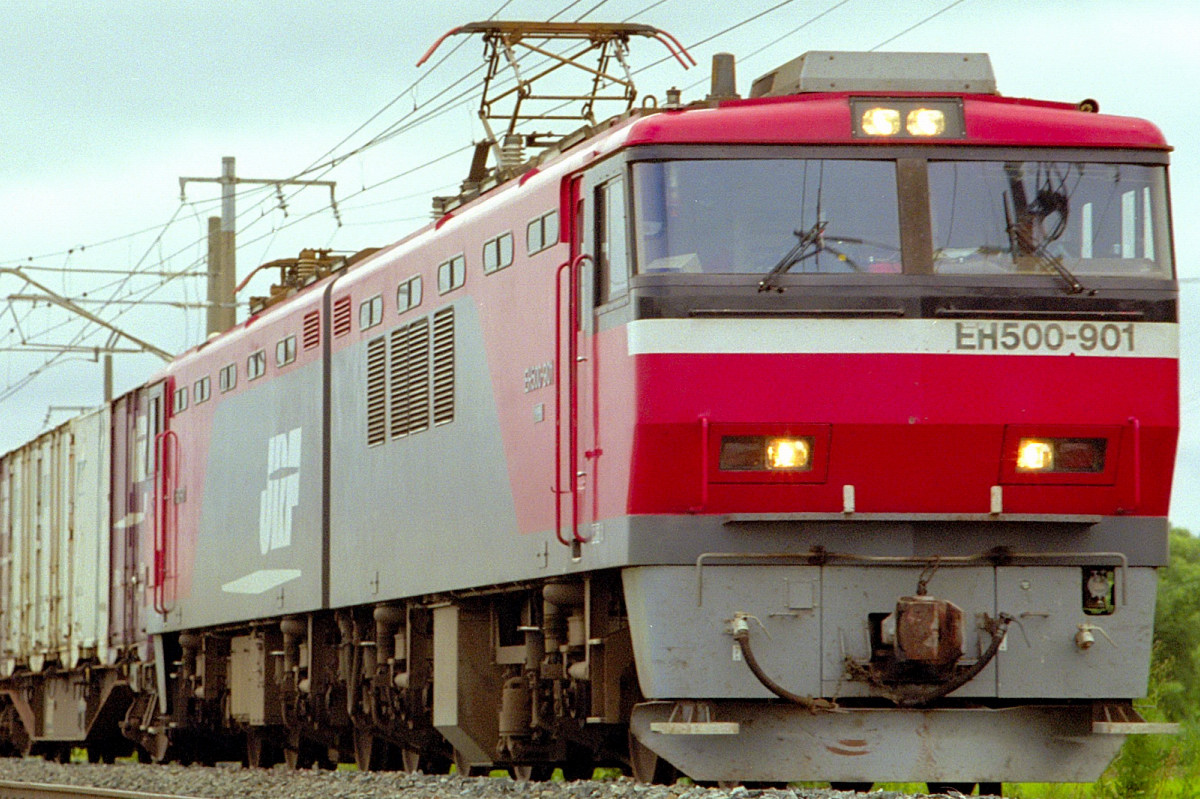
Locomotive prototype EH500-901
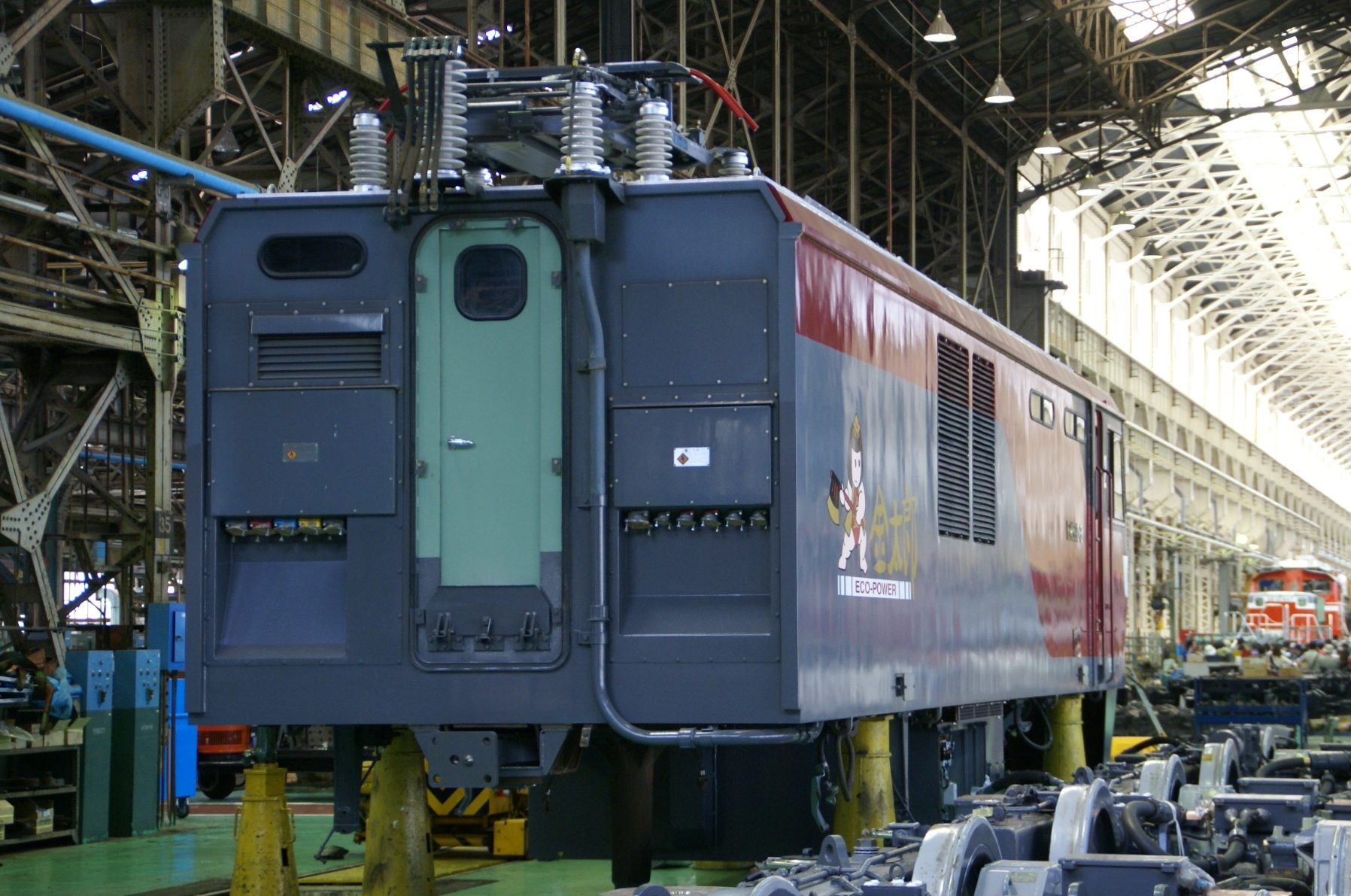
Demi-locomotive EH500-3 à Omiya
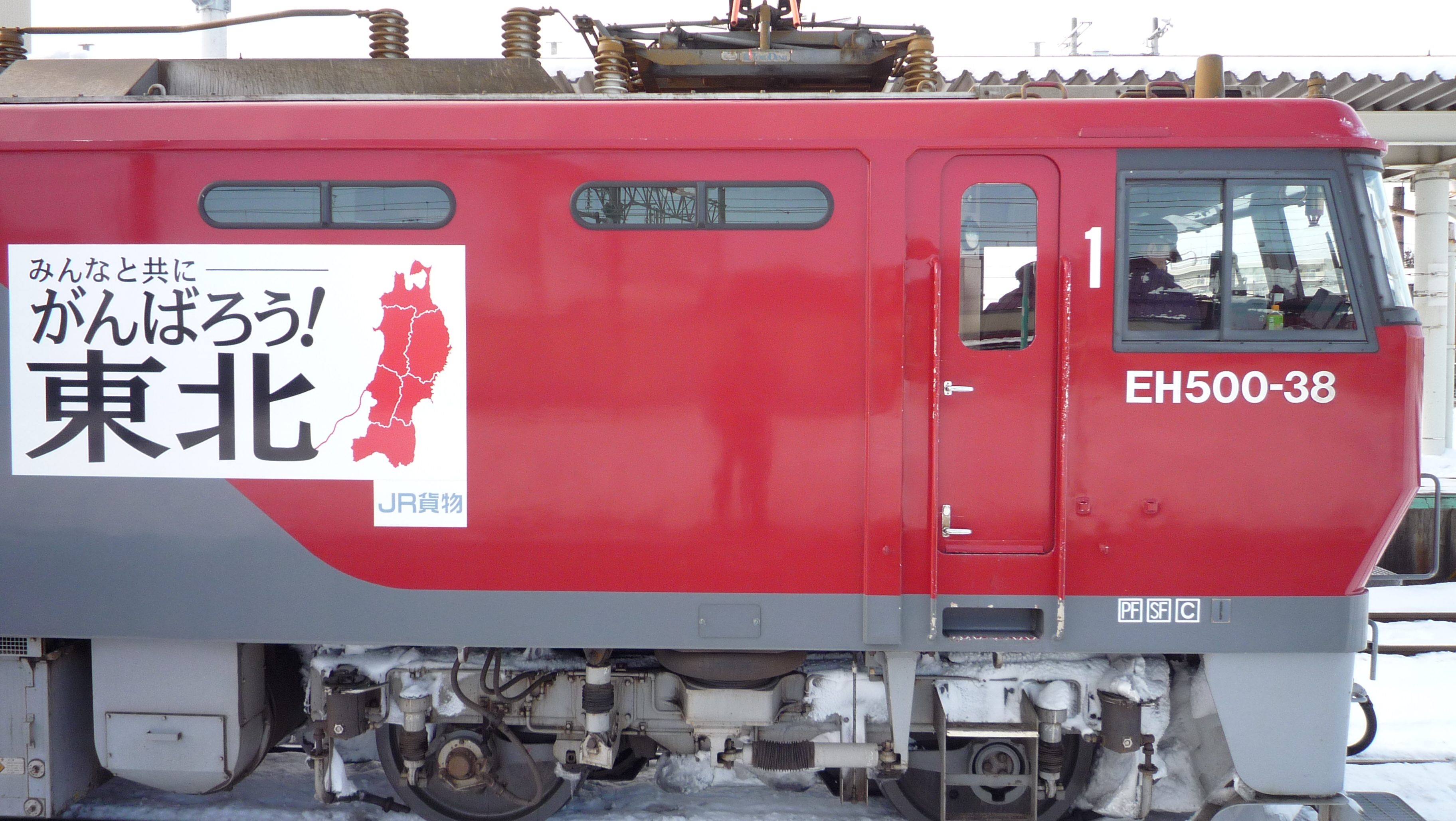
Locomotive EH500-38 à Hirosaki avec un autocollant « Courage Tōhoku » ajouté après le séisme de 2011 de la côte Pacifique du Tōhoku

## Affectation
Les locomotives EH500 roulent principalement dans la région du Tōhoku et à Kyūshū.